# Theretra megalesia
Theretra megalesia är en fjärilsart som beskrevs av Pierre E.L. Viette 1956. Theretra megalesia ingår i släktet Theretra och familjen svärmare. Inga underarter finns listade i Catalogue of Life.